# Архієпархія Божої Матері в Москві

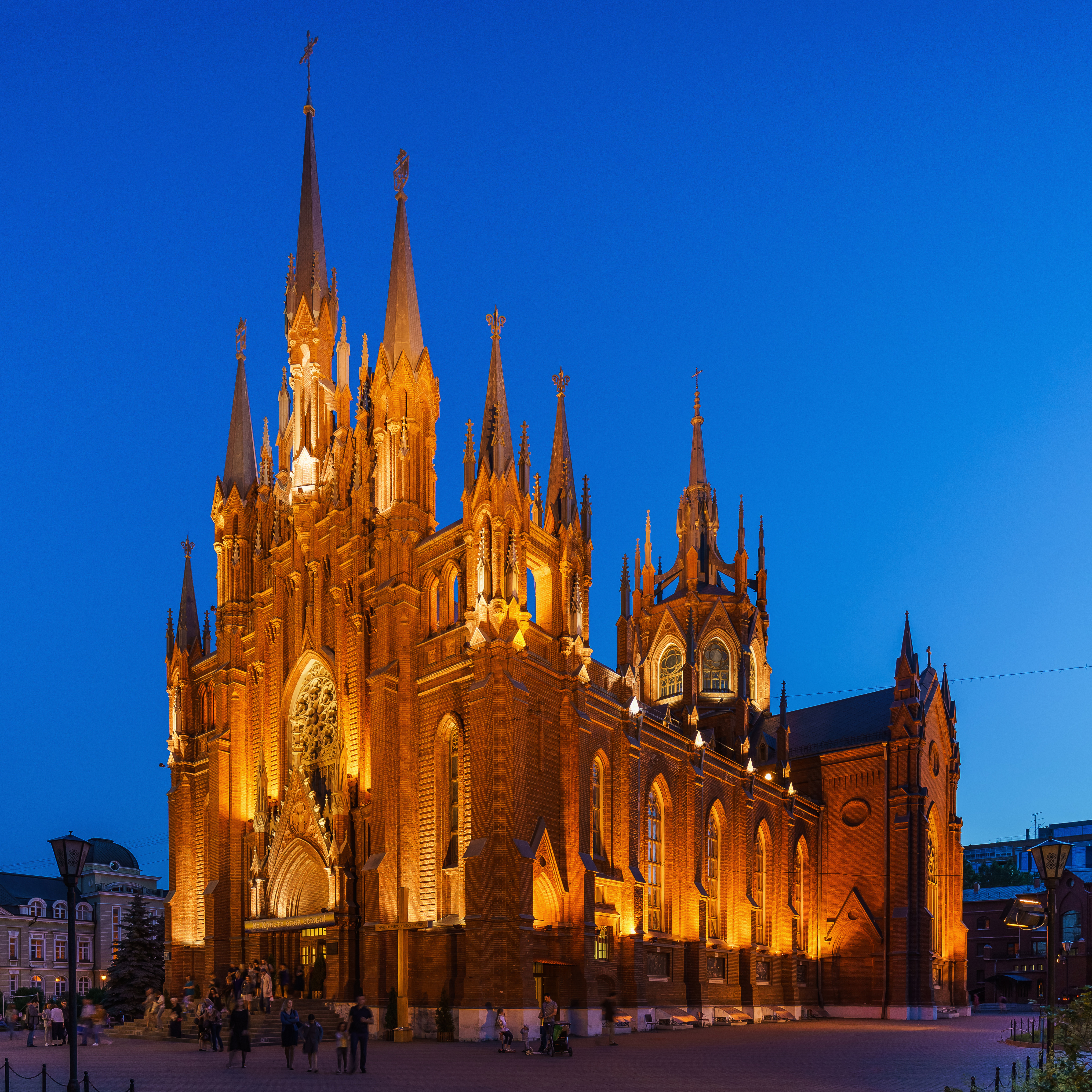
Собор Непорочного Зачаття Пресвятої Діви Марії

Архієпархія Божої Матері в Москві — одна з єпархій Римо-католицької церкви у Росії з кафедрою у Москві, що охоплює північний захід Росії. Налічує 103 приходи і близько 200 тисяч вірних.
До утворення СРСР, територія сучасної московської архієпархії входила до складу Могильовської архієпархії, що існувала з 1783 року. В радянські часи в умовах жортского переслідування католиків комуністами, з 1926 по 1991 формально існувала як апостольська адміністратура у веденні Могильовській митрополії, налічуючи лише один храм у Москві — Храм Святого Людовика Французького, настоятелем якого призначався капелан посольства США у Москві.
З розпадом СРСР 1991 року адміністратура відновила свою діяльність як «Апостольска адміністратура для католиків латинського обряду Європейської Росії», 2002 року отримала статус Архієпархії. 
Кафедральним собором Архієпархії є Собор Непорочного Зачаття Пресвятої Діви Марії у Москві.